# Campeonato de Primera A 2004 (ACF)
La temporada 2004 de la Primera A fue la 85a edición de la primera categoría de la Asociación Cruceña de Fútbol. Se dividió en dos etapas: la primera, que es una etapa de clasificación, y una liguilla final. El campeón fue Universidad.

## Formato
El campeonato se dividió en dos etapas: una etapa de clasificación, donde también se definió el descenso, y una etapa final de la cual se coronó al campeón. Los dos mejores ubicados clasificaron a la Copa Simón Bolívar del año 2005.

## Equipos participantes
| Club               | Ciudad                  | Estadio                         | Capacidad | Fundación                | 2003       |
| ------------------ | ----------------------- | ------------------------------- | --------- | ------------------------ | ---------- |
| 3 de Mayo          | Santa Cruz de la Sierra | -                               | -         | ¿?                       | ¿?         |
| 25 de Junio        | Santa Cruz de la Sierra | -                               | -         | 25 de junio de 1960      | ¿?         |
| Argentinos Juniors | Santa Cruz de la Sierra | -                               | -         | 24 de abril de 1975      | ¿?         |
| Calleja            | Santa Cruz de la Sierra | -                               | -         | 1966                     | ¿?         |
| Destroyers         | Santa Cruz de la Sierra | Estadio Ramón Tahuichi Aguilera | 38.500    | 14 de septiembre de 1948 | 1°         |
| Ferroviario        | Santa Cruz de la Sierra | -                               | -         | 16 de junio de 1968      | ¿?         |
| Guabirá            | Montero                 | Estadio Gilberto Parada         | 18.000    | 14 de abril de 1962      | (LFPB) 11° |
| Libertad           | Santa Cruz de la Sierra | -                               | -         | 27 de mayo de 1965       | ¿?         |
| Sebastián Pagador  | Santa Cruz de la Sierra | -                               | -         | 21 de noviembre de 1972  | ¿?         |
| Universidad        | Santa Cruz de la Sierra | -                               | -         | 24 de abril de 1954      | ¿?         |

## Primera Etapa

### Tabla de posiciones
| Pos. | Equipo             | Pts. | PJ | PG | PE | PP | GF | GC | Dif. |
| ---- | ------------------ | ---- | -- | -- | -- | -- | -- | -- | ---- |
| 01.º | Guabirá            | 45   | 18 | 15 | 0  | 3  | 50 | 18 | 32   |
| 02.º | Destroyers         | 33   | 18 | 10 | 3  | 5  | 39 | 19 | 20   |
| 03.º | Universidad        | 33   | 18 | 10 | 3  | 5  | 36 | 25 | 11   |
| 04.º | Calleja            | 33   | 18 | 10 | 3  | 5  | 33 | 28 | 5    |
| 05.º | Argentinos Juniors | 25   | 18 | 7  | 4  | 7  | 29 | 27 | 2    |
| 06.º | 25 de Junio        | 20   | 18 | 5  | 5  | 8  | 30 | 37 | −7   |
| 07.º | 3 de Mayo          | 19   | 18 | 5  | 4  | 9  | 30 | 41 | −11  |
| 08.º | Ferroviario        | 18   | 18 | 5  | 3  | 10 | 24 | 32 | −8   |
| 09.º | Libertad           | 14   | 18 | 4  | 2  | 12 | 20 | 38 | −18  |
| 10.º | Sebastián Pagador  | 14   | 18 | 3  | 5  | 10 | 20 | 40 | −20  |

|  | Ganador de la Primera Etapa, clasificado a Segunda Etapa (2 puntos de bonificación). |
|  | Clasificados a Segunda Etapa.                                                        |
|  | Descendido a Primera B 2005.                                                         |

### Resultados
| Argentinos Jrs | 3 - 2 | Calleja           | ?? | 20 de marzo | ?? |
| Ferroviario    | 1 - 0 | 25 de Junio       | ?? | 20 de marzo | ?? |
| Destroyers     | 2 - 0 | 3 de Mayo         | ?? | 20 de marzo | ?? |
| Universidad    | 4 - 0 | Sebastián Pagador | ?? | 21 de marzo | ?? |
| Guabirá        | 4 - 1 | Libertad          | ?? | 21 de marzo | ?? |

| Destroyers        | 4 - 2 | Libertad       | ?? | 27 de marzo | ?? |
| 3 de Mayo         | 3 - 1 | Argentinos Jrs | ?? | 27 de marzo | ?? |
| Sebastián Pagador | 0 - 0 | Ferroviario    | ?? | 27 de marzo | ?? |
| Calleja           | 2 - 1 | 25 de Junio    | ?? | 28 de marzo | ?? |
| Guabirá           | 1 - 2 | Universidad    | ?? | 28 de marzo | ?? |

| Argentinos Jrs | 1 - 0 | Destroyers        | ?? | 3 de abril | ?? |
| Universidad    | 6 - 3 | 3 de Mayo         | ?? | 3 de abril | ?? |
| Calleja        | 3 - 1 | Sebastián Pagador | ?? | 4 de abril | ?? |
| Libertad       | 1 - 0 | Ferroviario       | ?? | 4 de abril | ?? |
| Guabirá        | 4 - 2 | 25 de Junio       | ?? | 4 de abril | ?? |

| Libertad          | 0 - 1 | Universidad    | ?? | 10 de abril | ?? |
| Sebastián Pagador | 3 - 2 | 3 de Mayo      | ?? | 10 de abril | ?? |
| Ferroviario       | 3 - 1 | Argentinos Jrs | ?? | 10 de abril | ?? |
| Destroyers        | 5 - 0 | 25 de Junio    | ?? | 10 de abril | ?? |
| Calleja           | 3 - 1 | Guabirá        | ?? | 11 de abril | ?? |

| Universidad    | 2 - 1 | Destroyers        | ?? | 17 de abril | ?? |
| Ferroviario    | 5 - 3 | Calleja           | ?? | 17 de abril | ?? |
| Argentinos Jrs | 2 - 1 | Libertad          | ?? | 17 de abril | ?? |
| 25 de Junio    | 1 - 1 | 3 de Mayo         | ?? | 17 de abril | ?? |
| Guabirá        | 4 - 0 | Sebastián Pagador | ?? | 18 de abril | ?? |

| Argentinos Jrs | 3 - 1 | Universidad       | ?? | 24 de abril | ?? |
| 25 de Junio    | 4 - 2 | Libertad          | ?? | 24 de abril | ?? |
| Destroyers     | 4 - 0 | Sebastián Pagador | ?? | 24 de abril | ?? |
| Calleja        | 1 - 1 | 3 de Mayo         | ?? | 24 de abril | ?? |
| Ferroviario    | 1 - 3 | Guabirá           | ?? |             | ?? |

| Ferroviario       | 2 - 0 | 3 de Mayo      | ?? | 30 de abril | ?? |
| Sebastián Pagador | 3 - 0 | Argentinos Jrs | ?? | 30 de abril | ?? |
| Destroyers        | 1 - 0 | Guabirá        | ?? | 1 de mayo   | ?? |
| Universidad       | 2 - 2 | 25 de Junio    | ?? | 1 de mayo   | ?? |
| Calleja           | 2 - 1 | Libertad       | ?? | 1 de mayo   | ?? |

| Universidad | 2 - 0 | Calleja           | ?? | 9 de mayo  | ?? |
| Libertad    | 1 - 1 | 3 de Mayo         | ?? | 9 de mayo  | ?? |
| 25 de Junio | 3 - 1 | Sebastián Pagador | ?? | 9 de mayo  | ?? |
| Guabirá     | 2 - 1 | Argentinos Jrs    | ?? | 9 de mayo  | ?? |
| Destroyers  | 3 - 2 | Ferroviario       | ?? | 10 de mayo | ?? |

| Argentinos Jrs | 5 - 4 | 25 de Junio       | ?? | 15 de mayo | ?? |
| Libertad       | 1 - 0 | Sebastián Pagador | ?? | 15 de mayo | ?? |
| Destroyers     | 3 - 0 | Calleja           | ?? | 15 de mayo | ?? |
| Universidad    | 2 - 1 | Ferroviario       | ?? | 15 de mayo | ?? |
| Guabirá        | 3 - 2 | 3 de Mayo         | ?? | 16 de mayo | ?? |

| Argentinos Jrs    | 2 - 1 | Universidad | ?? | 22 de mayo | ?? |
| Sebastián Pagador | 2 - 2 | Ferroviario | ?? | 22 de mayo | ?? |
| Destroyers        | 3 - 1 | Libertad    | ?? | 22 de mayo | ?? |
| Calleja           | 3 - 1 | 3 de Mayo   | ?? | 22 de mayo | ?? |
| Guabirá           | 4 - 0 | 25 de Junio | ?? | 23 de mayo | ?? |

| Destroyers  | 3 - 0 | Ferroviario       | ?? | 29 de mayo | ?? |
| 25 de Junio | 5 - 1 | Libertad          | ?? | 29 de mayo | ?? |
| Universidad | 3 - 1 | 3 de Mayo         | ?? | 29 de mayo | ?? |
| Calleja     | 2 - 0 | Sebastián Pagador | ?? | 29 de mayo | ?? |
| Guabirá     | 3 - 1 | Argentinos Jrs    | ?? | 30 de mayo | ?? |

| Calleja        | 2 - 1 | Destroyers        | ?? | 5 de junio | ?? |
| Universidad    | 3 - 0 | Ferroviario       | ?? | 5 de junio | ?? |
| Argentinos Jrs | 1 - 1 | Sebastián Pagador | ?? | 5 de junio | ?? |
| 3 de Mayo      | 1 - 1 | 25 de Junio       | ?? | 5 de junio | ?? |
| Guabirá        | 3 - 0 | Libertad          | ?? | 6 de junio | ?? |

| Calleja           | 2 - 2 | 25 de Junio    | ?? | 12 de junio | ?? |
| 3 de Mayo         | 2 - 0 | Argentinos Jrs | ?? | 12 de junio | ?? |
| Universidad       | 2 - 2 | Destroyers     | ?? | 12 de junio | ?? |
| Sebastián Pagador | 2 - 1 | Libertad       | ?? | 12 de junio | ?? |
| Guabirá           | 4 - 1 | Ferroviario    | ?? | 13 de junio | ?? |

| Calleja     | 2 - 1 | Universidad       | ?? | 19 de junio | ?? |
| Ferroviario | 0 - 1 | 25 de Junio       | ?? | 19 de junio | ?? |
| Libertad    | 1 - 2 | Argentinos Jrs    | ?? | 19 de junio | ?? |
| Destroyers  | 1 - 1 | Sebastián Pagador | ?? | 19 de junio | ?? |
| Guabirá     | 5 - 1 | 3 de Mayo         | ?? | 19 de junio | ?? |

| Argentinos Jrs | 2 - 2 | Ferroviario       | ?? | 30 de junio | ?? |
| Universidad    | 2 - 2 | Sebastián Pagador | ?? | 30 de junio | ?? |
| 3 de Mayo      | 4 - 1 | Libertad          | ?? | 30 de junio | ?? |
| Destroyers     | 3 - 0 | 25 de Junio       | ?? | 30 de junio | ?? |
| Guabirá        | 3 - 1 | Calleja           | ?? | 30 de junio | ?? |

| Calleja     | 1 - 1 | Libertad          | ?? | 3 de julio | ?? |
| Destroyers  | 2 - 2 | Argentinos Jrs    | ?? | 3 de julio | ?? |
| Ferroviario | 4 - 0 | 3 de Mayo         | ?? | 3 de julio | ?? |
| 25 de Junio | 3 - 1 | Sebastián Pagador | ?? | 3 de julio | ?? |
| Guabirá     | 3 - 0 | Universidad       | ?? | 3 de julio | ?? |

| Argentinos Jrs | 1 - 1 | 25 de Junio       | ?? | 7 de julio | ?? |
| 3 de Mayo      | 3 - 2 | Destroyers        | ?? | 7 de julio | ?? |
| Calleja        | 2 - 0 | Ferroviario       | ?? | 7 de julio | ?? |
| Universidad    | 1 - 2 | Libertad          | ?? | 7 de julio | ?? |
| Guabirá        | 2 - 1 | Sebastián Pagador | ?? | 7 de julio | ?? |

| Calleja     | 2 - 1 | Argentinos Jrs    | ?? | 10 de julio | ?? |
| Universidad | 1 - 0 | 25 de Junio       | ?? | 10 de julio | ?? |
| Libertad    | 2 - 0 | Ferroviario       | ?? | 10 de julio | ?? |
| 3 de Mayo   | 5 - 2 | Sebastián Pagador | ?? | 10 de julio | ?? |
| Guabirá     | 1 - 0 | Destroyers        | ?? | 11 de julio | ?? |

## Segunda Etapa

### Tabla de posiciones
| Pos | Equipo             | Pts | J | G | E | P | Gf | Gc | Dif |
| --- | ------------------ | --- | - | - | - | - | -- | -- | --- |
| 01º | Universidad        | 11  | 5 | 3 | 2 | 0 | 10 | 5  | 5   |
| 02º | Destroyers         | 11  | 5 | 3 | 2 | 0 | 7  | 3  | 4   |
| 03º | Argentinos Juniors | 8   | 5 | 2 | 2 | 1 | 8  | 11 | -3  |
| 04º | Guabirá            | 7   | 5 | 2 | 0 | 3 | 14 | 9  | 5   |
| 05º | 25 de Junio        | 6   | 5 | 2 | 0 | 3 | 7  | 7  | 0   |
| 06º | Calleja            | 0   | 5 | 0 | 0 | 5 | 6  | 17 | -11 |

- Guabirá recibió un punto de bonificación por haber sido primero en la Primera Etapa.

### Resultados
| Universidad | 3 - 0 | 25 de Junio        | ?? | 14 de julio | ?? |
| Destroyers  | 1 - 1 | Argentinos Juniors | ?? | 14 de julio | ?? |
| Guabirá     | 5 - 2 | Calleja            | ?? | 14 de julio | ?? |

| Calleja     | 2 - 3 | Universidad    | ?? | 17 de julio | ?? |
| 25 de Junio | 0 - 1 | Destroyers     | ?? | 17 de julio | ?? |
| Guabirá     | 6 - 1 | Argentinos Jrs | ?? | 17 de julio | ?? |

| Universidad | 1 - 1 | Destroyers     | ?? | 21 de julio | ?? |
| Guabirá     | 1 - 2 | 25 de Junio    | ?? | 21 de julio | ?? |
| Calleja     | 2 - 3 | Argentinos Jrs | ?? | 21 de julio | ?? |

| Universidad    | 2 - 1 | Guabirá     | ?? | 24 de julio | ?? |
| Destroyers     | 2 - 0 | Calleja     | ?? | 24 de julio | ?? |
| Argentinos Jrs | 2 - 1 | 25 de Junio | ?? | 24 de julio | ?? |

| Argentinos Jrs | 1 - 1 | Universidad | ?? | 31 de julio | ?? |
| Guabirá        | 1 - 2 | Destroyers  | ?? | 31 de julio | ?? |
| 25 de Junio    | 4 - 0 | Calleja     | ?? | 31 de julio | ?? |